# Bahia FM Sul
Bahia FM Sul é uma emissora de rádio brasileira sediada em Itabuna, cidade do estado da Bahia. Opera no dial FM, na frequência 102.1 MHz. Pertence à Rede Bahia, e sua programação é popular, mesclando entretenimento e música.

## História
A emissora entrou no ar em 1 de dezembro de 1995, como 102.1 FM Sul, tendo uma programação similar a da sua coirmã Globo FM de Salvador, voltada para as classes A e B.
A emissora foi, por muito tempo, a premiada no prêmio "Primeiras & Melhores" como a mais ouvida da região.

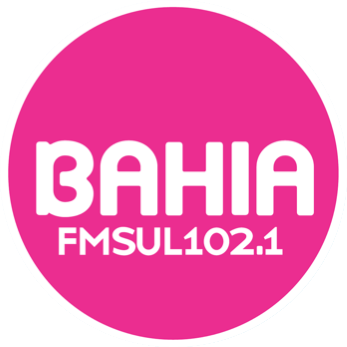
Logotipo utilizado pela emissora entre 2015 e 2025; tipografia era utilizada desde 2010.

Em 15 de dezembro de 2010, às 20h, a emissora passou a se chamar Bahia FM Sul, passando a adotar uma programação popular igual à da Bahia FM, da qual passou a retransmitir alguns programas.

## Programas
Além de retransmitir a programação da Bahia FM de Salvador, a Bahia FM Sul transmite os seguintes programas locais:
- Arerê
- Bailão Sertanejo
- Tarde Legal

Outros programas compuseram a grade da emissora, e foram descontinuados:
- 60 Minutos
- Agito FM Sul
- Especial FM Sul
- Estação 102
- Fala Bahia Sul
- Free Sound
- Dancing Hits
- Happy Hour
- Live Music
- Soft Rock

### Membros atuais[7]
- Bebeto Oliveira
- John Ferrary
- Jussara Rebouças

### Membros antigos[8][9]
- Célio Gomes
- Evandro Lima
- Léo Cruz
- Oliveira Santos
- Mayara Santos
- Paulo Costa (hoje na Jangadeiro FM Fortaleza)
- Raphael Marques